# Pachycondyla scolopax
Pachycondyla scolopax är en myrart som först beskrevs av Carlo Emery 1899.  Pachycondyla scolopax ingår i släktet Pachycondyla och familjen myror. Inga underarter finns listade i Catalogue of Life.